# Antonio da Sangallo il Giovane

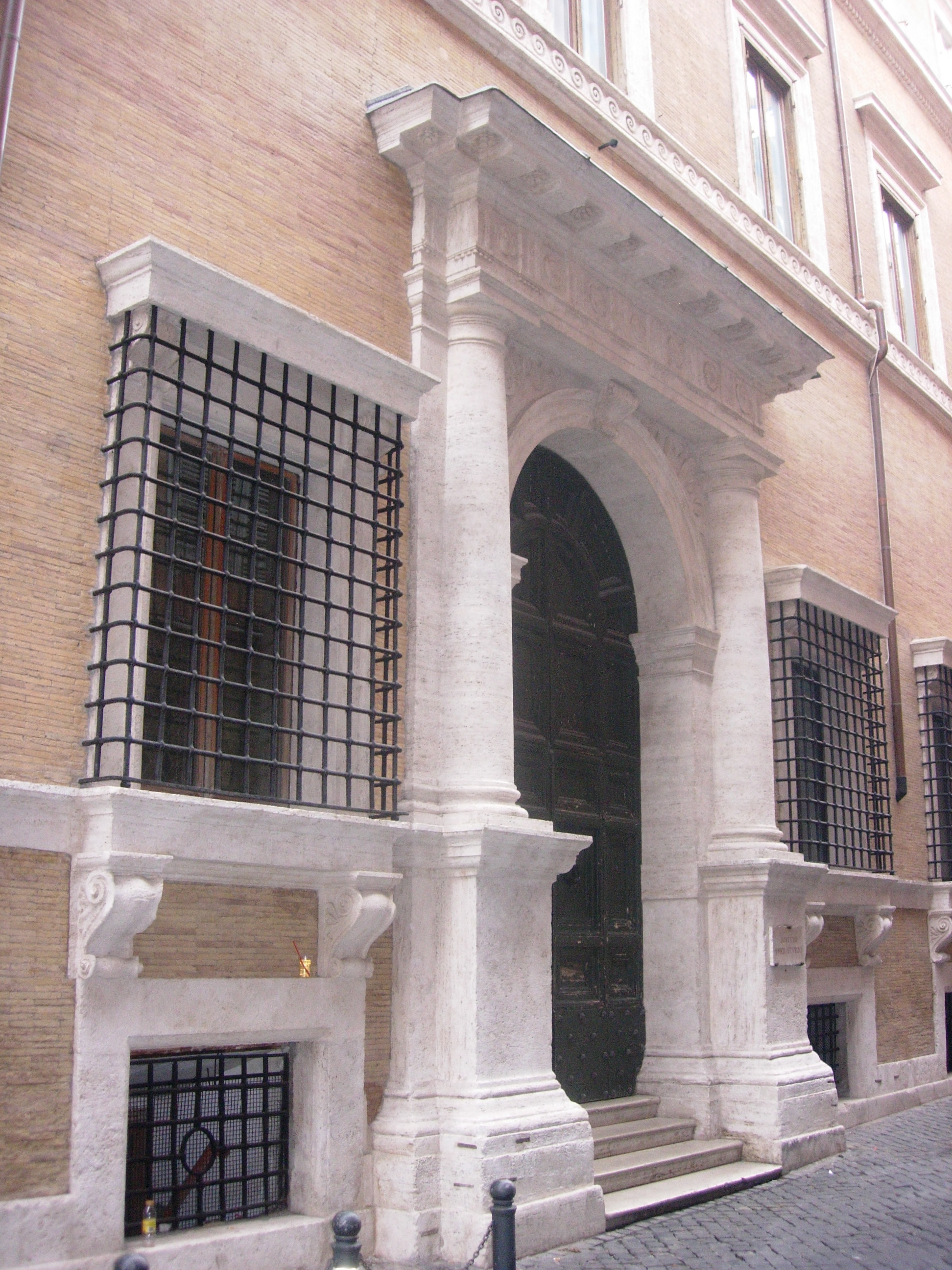
Portale di Palazzo Baldassini, Roma, 1517 ca.

Antonio da Sangallo il Giovane, vero nome Antonio Cordini (Firenze, 12 aprile 1484 – Terni, 3 agosto 1546), è stato un architetto italiano, attivo durante il Rinascimento e il Manierismo.

## Biografia

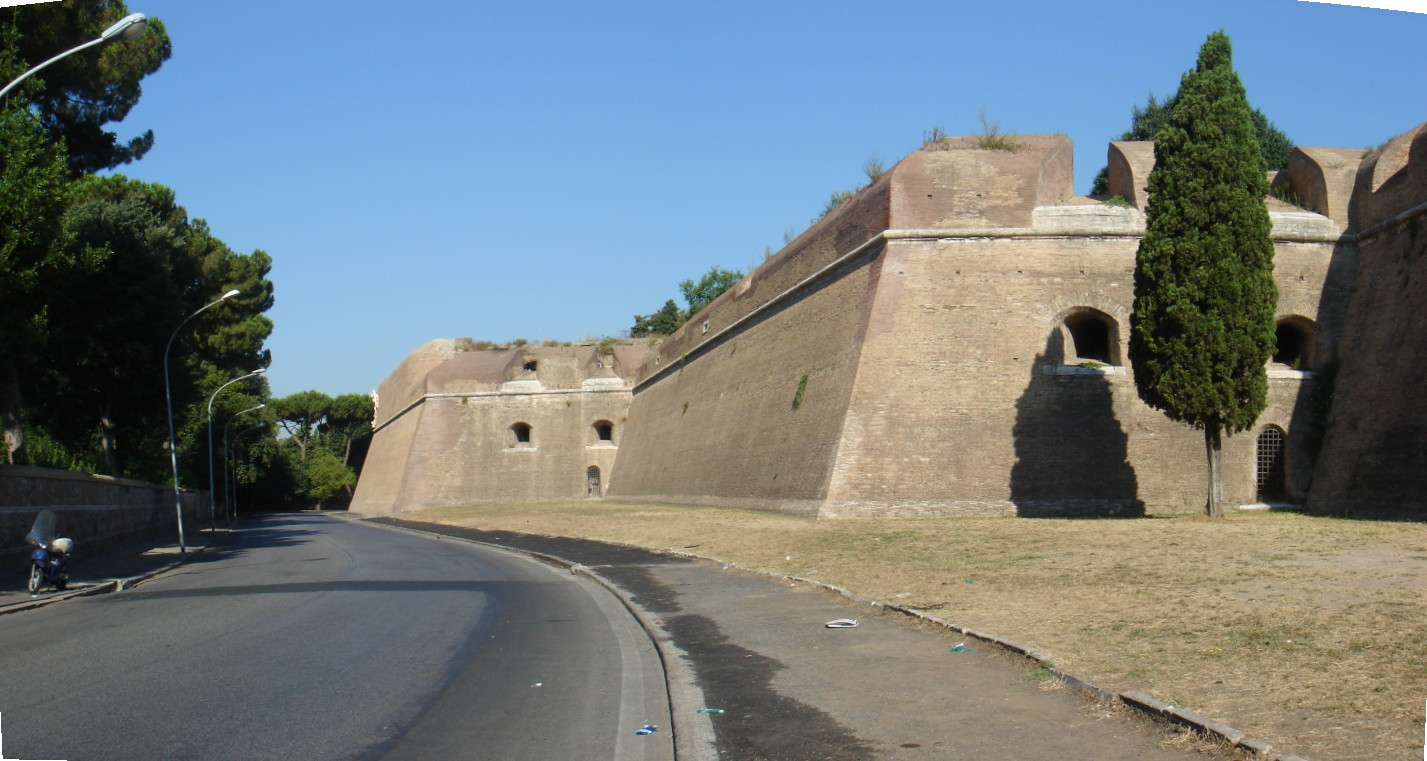
Roma: il Bastione del Sangallo a Porta Ardeatina

Il nonno Francesco Giamberti lavorava il legno e gli zii Giuliano da Sangallo ed Antonio da Sangallo il Vecchio erano celebri architetti del tempo. Suoi cugini furono lo scultore Francesco da Sangallo e lo scenografo Bastiano da Sangallo.
La sua formazione avvenne a Firenze, nella bottega di famiglia che principalmente si occupava di lavori da legnaiolo. Nel 1503, molto giovane, si recò a Roma con lo zio Giuliano per mettersi al servizio del papa Giulio II e dopo un breve periodo di apprendistato divenne aiuto di Bramante, architetto del cantiere di san Pietro, anche se per diversi anni dovette anche lavorare come legnaiolo (faber lignarius) come risulta da diversi documenti e come appaltatore di piccoli lavori edili, facendosi comunque fama di tecnico e costruttore ingegnoso.
Il suo primo progetto autonomo fu probabilmente quello per il palazzo Baldassini per incarico del giurista pontificio Melchiorre Baldassini (1515-1518). Il modello del piccolo palazzo fu in seguito riproposto dal Sangallo stesso in Palazzo Farnese.
Si impose inizialmente soprattutto come specialista in fortificazioni militari, ottenendo incarichi direttamente dal papa.
Visse e lavorò a Roma durante la maggior parte della vita e lavorò prevalentemente al servizio di diversi papi. Infatti alla morte del Bramante, dal 1516 fu coadiutore di Raffaello al cantiere della Basilica di San Pietro succedendo allo zio Giuliano che aveva occupato lo stesso ruolo e che era tornato a Firenze. Nel 1520, alla morte di Raffaello, fu nominato primo architetto della fabbrica, con coadiutore Baldassarre Peruzzi: fu l'inizio di un lungo predominio culturale a Roma.
Fu nominato da papa Paolo III architetto di tutte le fabbriche pontificie nel 1536.
Quindi alla fine degli anni trenta, morti Bramante, Raffaello e Peruzzi, allontanatisi da Roma molti artisti come Serlio, Sansovino, Sanmicheli, Giulio Romano, anche a seguito del sacco del 1527, Sangallo si ritrovò protagonista assoluto dell'architettura romana, monopolizzando le committenze più prestigiose, a capo di una bottega molto ben organizzata o addirittura di una "setta" come Michelangelo e i contemporanei definirono gli artisti e i tecnici del suo seguito. 
La raggiunta posizione sociale gli rese possibile edificare in vecchiaia un palazzo per sé in via Giulia (noto come Palazzo Sacchetti) 

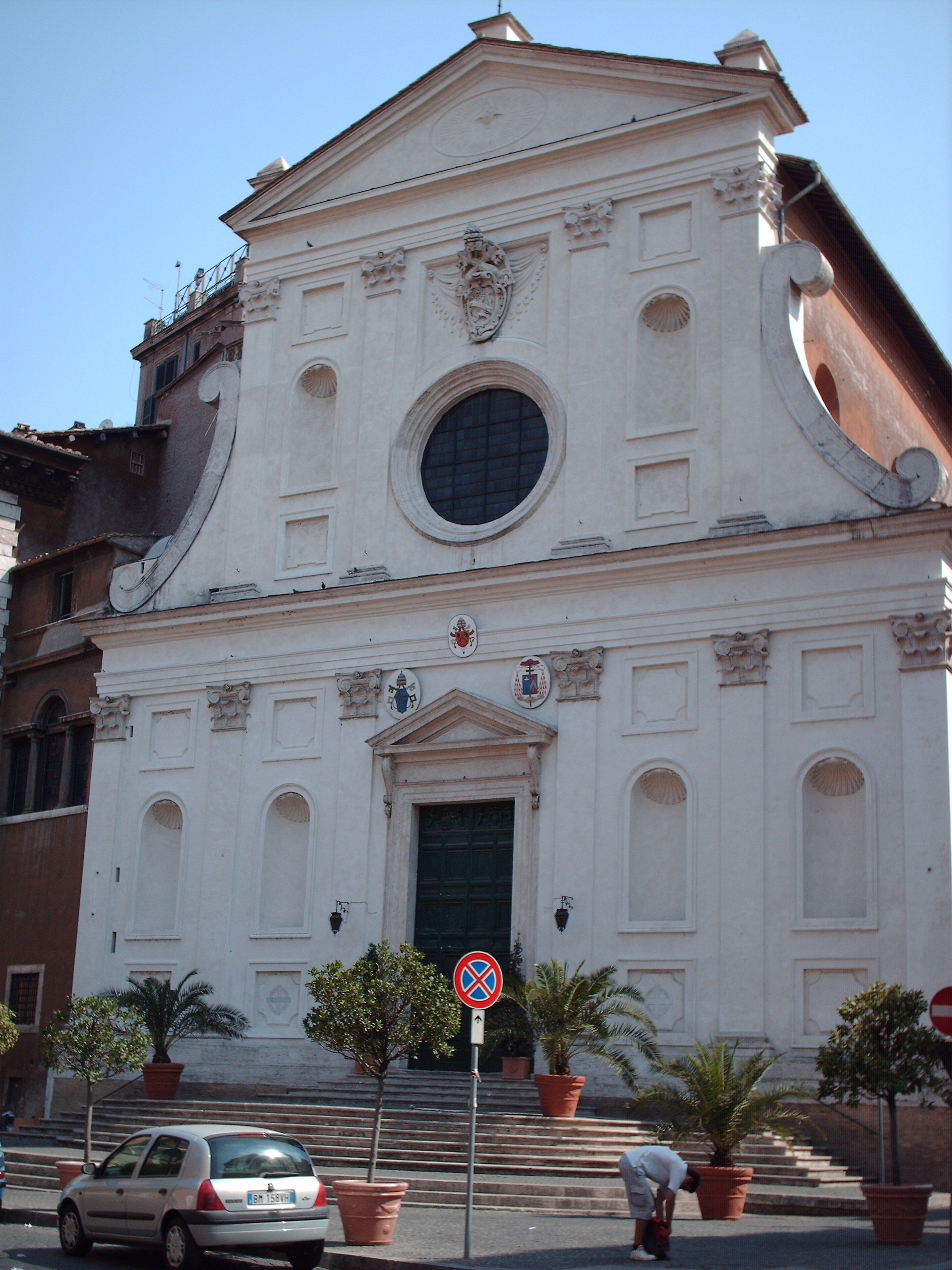
Chiesa di Santo Spirito in Sassia, Roma 1545

Morì a Terni mentre dirigeva i lavori di ristrutturazione del taglio del lago Velino con la Cascata delle Marmore nel 1546.

## Opere
Durante la sua lunga attività ebbe modo di confrontarsi con la i maestri del Rinascimento toscano, come Giuliano e Antonio da Sangallo, con i protagonisti del Rinascimento romano (Bramante e Raffaello) con la generazione del manierismo (Peruzzi, Giulio Romano), oltre che con il grande Michelangelo di cui fu rivale. La sua opera accompagnò l'evoluzione culturale del suo tempo, anche se in generale egli si può considerare il capofila di una generazione in cui si assopirono le sperimentazioni manieriste e si impose un classicismo ormai collaudato.

### Opere giovanili
Le opere del primo periodo possiedono caratteri innovativi soprattutto sotto l'aspetto tipologico, sia per quel che riguarda l'architettura civile che quella religiosa.
Il progetto per il palazzo Baldassini  divenne un modello tipologico della dimora urbana signorile fino alle soglie del Settecento. In particolare la sua facciata priva di ordini, scandita da cornici marcapiano e inquadrata da bugnato angolare e un forte cornicione, sarà subito riutilizzata largamente da Sangallo e da altri.
Fra le opere più interessanti dei primi decenni di attività va annoverata la chiesa, in mattone e travertino, di Santa Maria di Loreto, nei pressi della Colonna Traiana: costruzione notevole per l'effetto monumentale della composizione accentrata, completata sopra il basamento cubizzante da un imponente tamburo a pianta ottagonale su cui si leva una cupola nervata coronata da un'elaboratissima lanterna, singolare opera tardomanieristica del siciliano Giacomo Del Duca, allievo del rivale Michelangelo.

### Il Sangallo e la famiglia Farnese

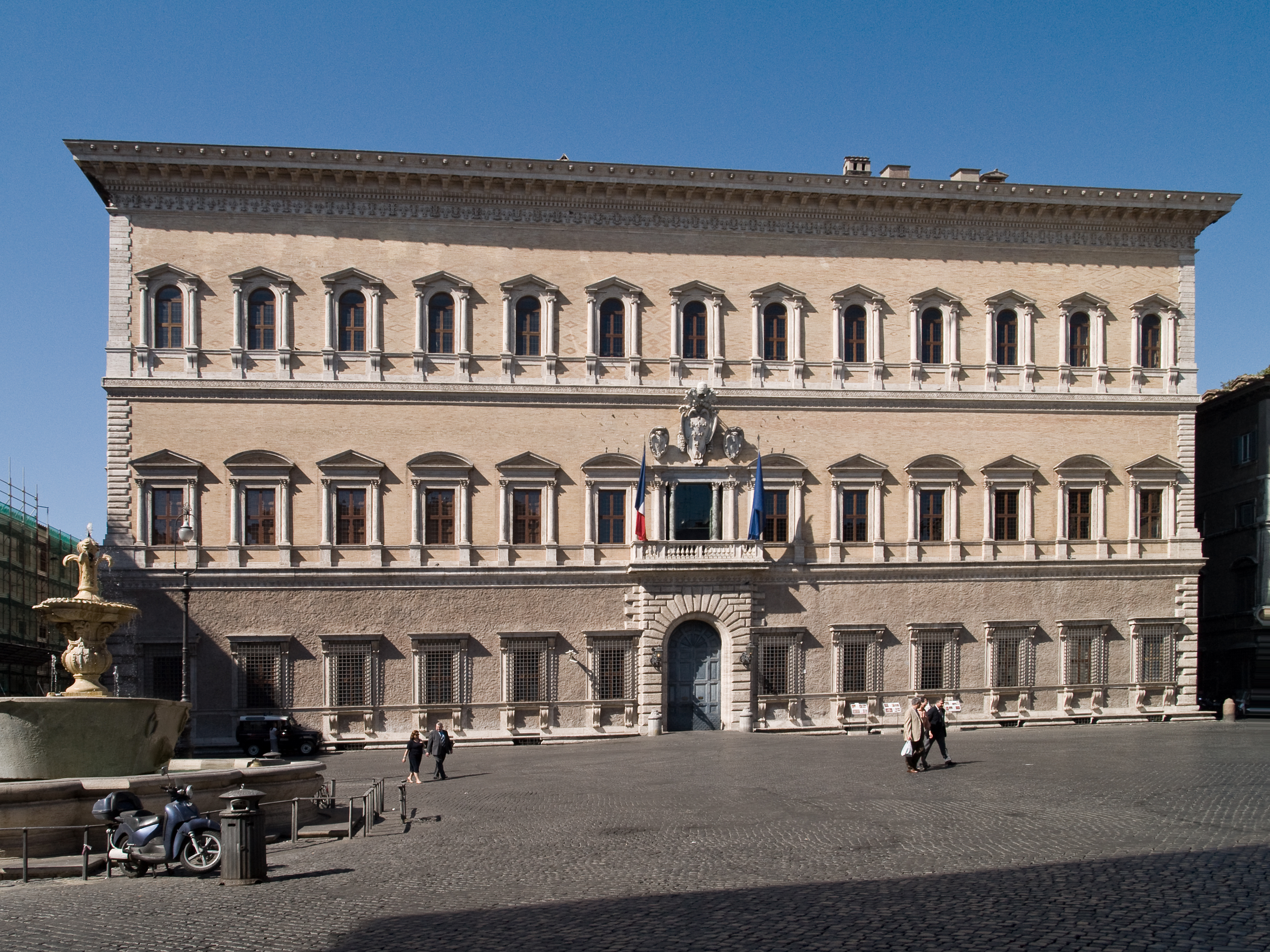
Palazzo Farnese a Roma

Il cardinale Alessandro Farnese, futuro papa Paolo III, gli commissionò i lavori a Palazzo Farnese, che portò avanti dal 1517 al 1541.
Il progetto per la dimora principesca per la famiglia del pontefice regnante Paolo III fu un'impresa di vasto respiro che fu completata da Michelangelo. Nella parte superiore, ammirevole ripresa di motivi imperiali romani, è il sistema compositivo del vasto cortile interno, ispirato al motivo delle arcate su pilastri inquadrate dall'ordine architettonico del Colosseo. I prospetti esterni a tre livelli (conclusi dal sontuoso cornicione michelangiolesco) sono elaborati con nobile austerità dalle membrature in travertino sui piani levigati delle cortine murarie alla romana (sulle quali sono riemersi di recente convenzionali geometrismi ornamentali di losanghe disegnate semplicemente da mattoni di tono differente da quello di fondo): catene di bugne con lesene sui due ordini superiori, fascioni lapidei marcapiano-marcadavanzali con lastre dei parapetti in risalto, finestre ferrate inginocchiate al pianterreno, a edicola le altre. È un'opera nello stesso tempo sobria, elegante e serena.
Sempre per la famiglia Farnese progettò, a partire dal 1514 circa, la Chiesa di Sant'Egidio a Cellere: piccolo gioiello monumentale sorge all'esterno del paese medievale, immerso nella natura, ai piedi di una valle prossima a sorgenti d'acqua. Il disegno originale della pianta, a croce greca con cellette angolari, è conservato presso i Gabinetti della Galleria degli Uffizi. Caratteristica della chiesa è l'umile copertura, realizzata da maestranze locali, sull'impostazione di un tamburo che avrebbe richeisto una cupola. La Chiesa è dedicata all'abate eremita Gilles, raffigurato negli affreschi seicenteschi sulle pareti insieme alla simbolica cerva.
Progettò in seguito il palazzo di Gradoli (1520a circa), che avrebbe dovuto essere il nido d'amore del figlio Pier Luigi e della nuora Gerolama Orsini, la ristrutturazione della Rocca di Montefiascone (1519), la costruzione della fortezza di Caprarola (1521-1525, poi trasformata nel Palazzo Farnese ad opera di Jacopo Barozzi da Vignola), la realizzazione di due tempietti sull'Isola Bisentina, i lavori per la fortezza di Nepi, dal 1540 e tutti i lavori per la città di Castro.
Questi ultimi presero avvio nel 1537 e proseguirono per il resto della sua vita.
Furono suoi collaboratori nella realizzazione delle opere della capitale del ducato il fratello (Francesco) Battista detto Gobbo ed il cugino Bastiano detto Aristotele. Il Sangallo progettò per Castro la piazza maggiore ammattonata, il Palazzo Ducale, il Palazzo di Giacomo Caronio, il cosiddetto Palazzo A, la Zecca, il Palazzo di Antonio Scaramuccia e l'Osteria a tredici arcate, la chiesa ed il convento di San Francesco e varie case private, destinate a personaggi legati alla corte papale, desiderosi o obbligati a costruire casa a Castro per compiacere Paolo III o il Duca suo figlio.
Antonio da Sangallo il Giovane servì casa Farnese per quasi trent'anni, dal 1517 fino alla morte.

### Il progetto per San Pietro

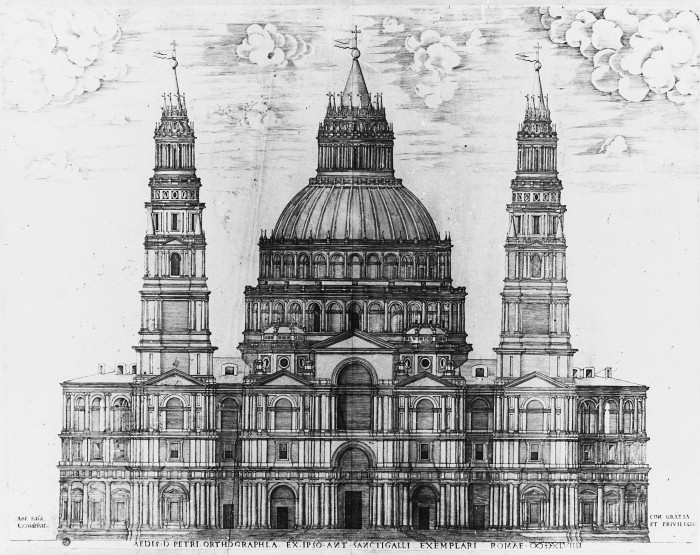
Progetto per la Basilica di San Pietro in Vaticano

Fu architetto capo della Basilica di San Pietro in Vaticano dal 1520 in poi, subentrando a Raffaello. Predispose un grandioso progetto che abbandonava definitivamente (come già previsto da Raffaello) la pianta centrale bramantesca. Nonostante l'incarico si sia protratto fino alla sua morte, solo per brevi periodi i lavori del grandioso cantiere poterono svolgersi con continuità, sia prima sia dopo il Sacco di Roma. Nell'ambito di tale incarico e proprio per poter salvaguardare il proprio progetto nel futuro svolgimento dei lavori, eseguì a partire dal 1536 e avvalendosi dell'aiuto di Antonio Labacco, un noto plastico ligneo, di proporzioni grandiose, per illustrare nei minimi dettagli il suo progetto per la basilica vaticana; ancor oggi il plastico è conservato nei locali sovrastanti la basilica. 
Il progetto era una sintesi tra la soluzione a pianta centrale di Bramante e la croce latina di Raffaello. All'impianto centrale, si innestava infatti una navata con cupole che si concludeva in una larga facciata affiancata da due altissime torri campanarie; anche la cupola principale si allontanava dall'ideale classico del Bramante, essendo a sesto rialzato con un doppio tamburo a pilastri e colonne. Dopo la sua morte, subentrando Michelangelo come primo architetto della fabbrica, il progetto di Sangallo fu abbandonato. Famose le aspre critiche che lo scultore rivolse al progetto di Sangallo.
Durante il periodo dal 1538 al 1546, in cui fu responsabile del cantiere, Antonio da Sangallo coprì la volta del braccio orientale, cominciò le fondazioni del braccio nord, rinforzò i pilastri della cupola murando le nicchie previste da Bramante e rialzò la quota di progetto del pavimento creando così le condizioni per la realizzazione delle Grotte Vaticane.

### Opere della maturità
Dopo la morte di Raffaello nel 1520, Sangallo subentrò in molti dei suoi incarichi, oltre che nel cantiere di San Pietro. Diresse anche i lavori di Villa Madama per conto di Giulio de' Medici. 
In tale periodo l'opera di Sangallo non rimane indifferente alle sperimentazioni manieriste. Il progetto più sorprendente in questo senso fu quello del Banco di Santo Spirito (1520 circa) che suscitò scalpore per la novità del suo aspetto leggermente concavo che anticipava soluzioni poi divenute caratteristiche dello stile barocco.
Intorno al 1518 progettò la Chiesa di Santa Maria in Monserrato degli Spagnoli, la prima chiesa di Roma progettata a navata unica rettangolare con tre cappelle per lato non passanti e un profondo presbiterio con terminazione absidale semicircolare.
Negli anni '20 subentrò a Jacopo Sansovino sul difficile cantiere della chiesa di San Giovanni dei Fiorentini, riuscendo a risolvere il problema delle sostruzioni da edificare nelle sabbie del fiume Tevere vicino a Ponte Sant'Angelo, su cui la chiesa doveva affacciare la parte absidale. il suo progetto per l'edificio che già aveva visto un progetto di Bramante era basato sulla integrazione tra pianta centrica e longitudinale, ma non ebbe realizzazione visto che il cantiere rimase fermo per molti decenni.

### Architetture militari
Antonio da Sangallo il vecchio e Giuliano da Sangallo, con Francesco di Giorgio Martini, erano stati i massimi architetti militari della loro epoca, e le loro opere, in cui elaborarono le prime strutture a bastione, sono all'origine della cosiddetta fortificazioni "alla moderna". Erede di tali conoscenze, dopo il sacco di Roma, il loro nipote Antonio lavorò come architetto militare sia per i possedimenti papali (come architetto di tutte le fabbriche pontificie dal 1536), sia per il Granducato di Toscana.
Con Antonio da Sangallo il Giovane, Pierfrancesco da Viterbo e Michele Sanmicheli si formò la scuola italiana della fortificazione basata sul fronte bastionato, che poi si consolidò dalla seconda metà del XVI secolo e si diffonderà ovunque in Europa.
I primi tre poderosi esempi di fortificazione con fronte bastionato di Antonio da Sangallo il Giovane sono:
- la Cittadella di Ancona, a pianta stellare a cinque punte (1532);
- la Fortezza da Basso di Firenze, a pianta pentagonale (1534);
- la Rocca Paolina di Perugia, varie volte distrutta e ricostruita (1540).

Queste opere ancor oggi sono fulcri urbanistici fondamentali delle città in cui sorgono. Nelle tre fortezze, il Sangallo elabora un'importante innovazione al fronte bastionato: contrariamente al disegno tradizionale, i fianchi del bastione sono perpendicolari alle linee di tiro.
Anche a Roma realizzò tratti di fronte bastionato, nelle Mura leonine e nelle Mura aureliane. In particolare, realizzò il bastione che oggi è indicato con il suo nome, nei pressi di Porta Cavalleggeri, e il Bastione Ardeatino, detto anch'esso "Bastione Sangallo", recentemente restaurato; quest'ultimo è più godibile rispetto al precedente, perché meno assediato dal traffico e isolato da altre costruzioni.

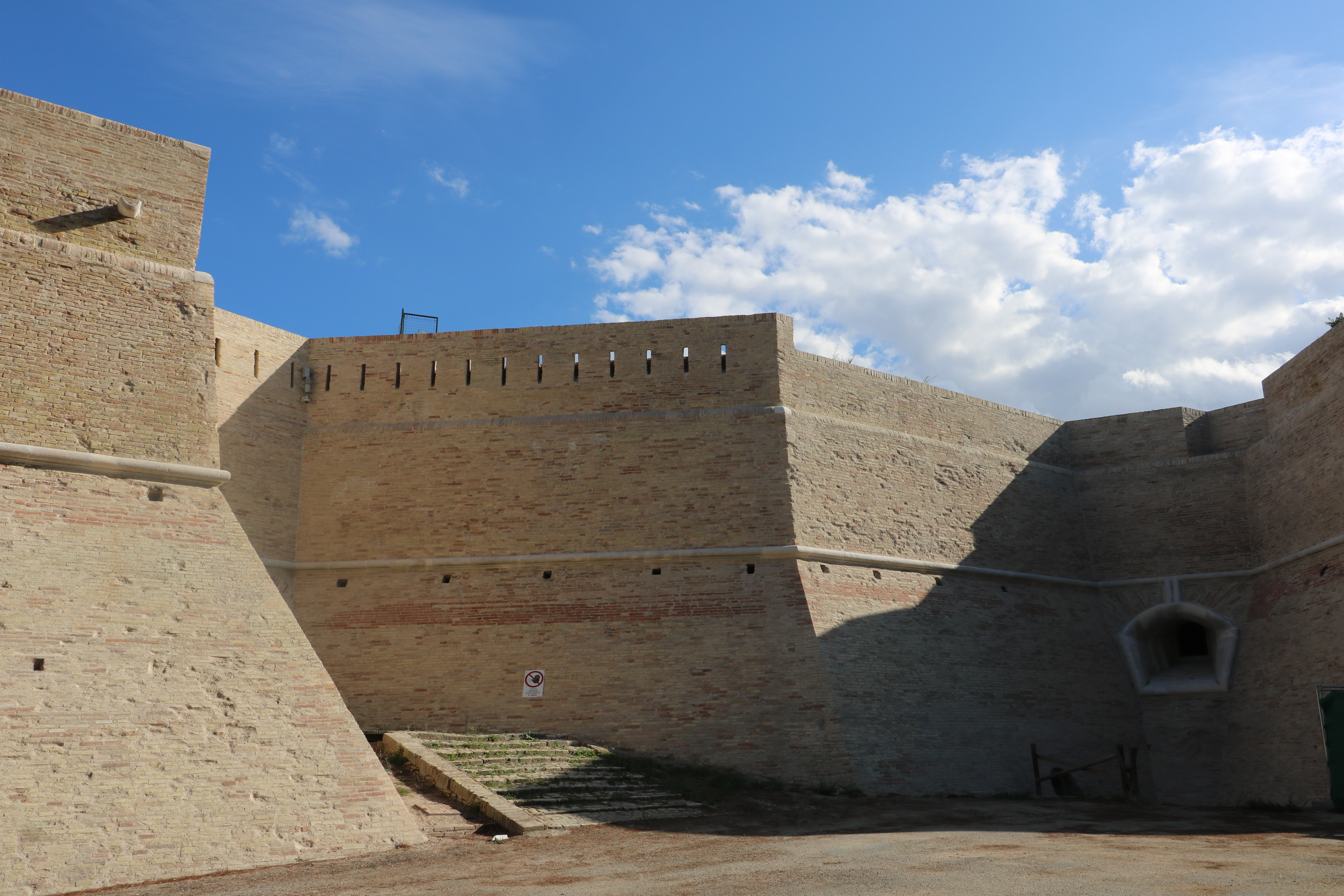
La Cittadella di Ancona (1532)
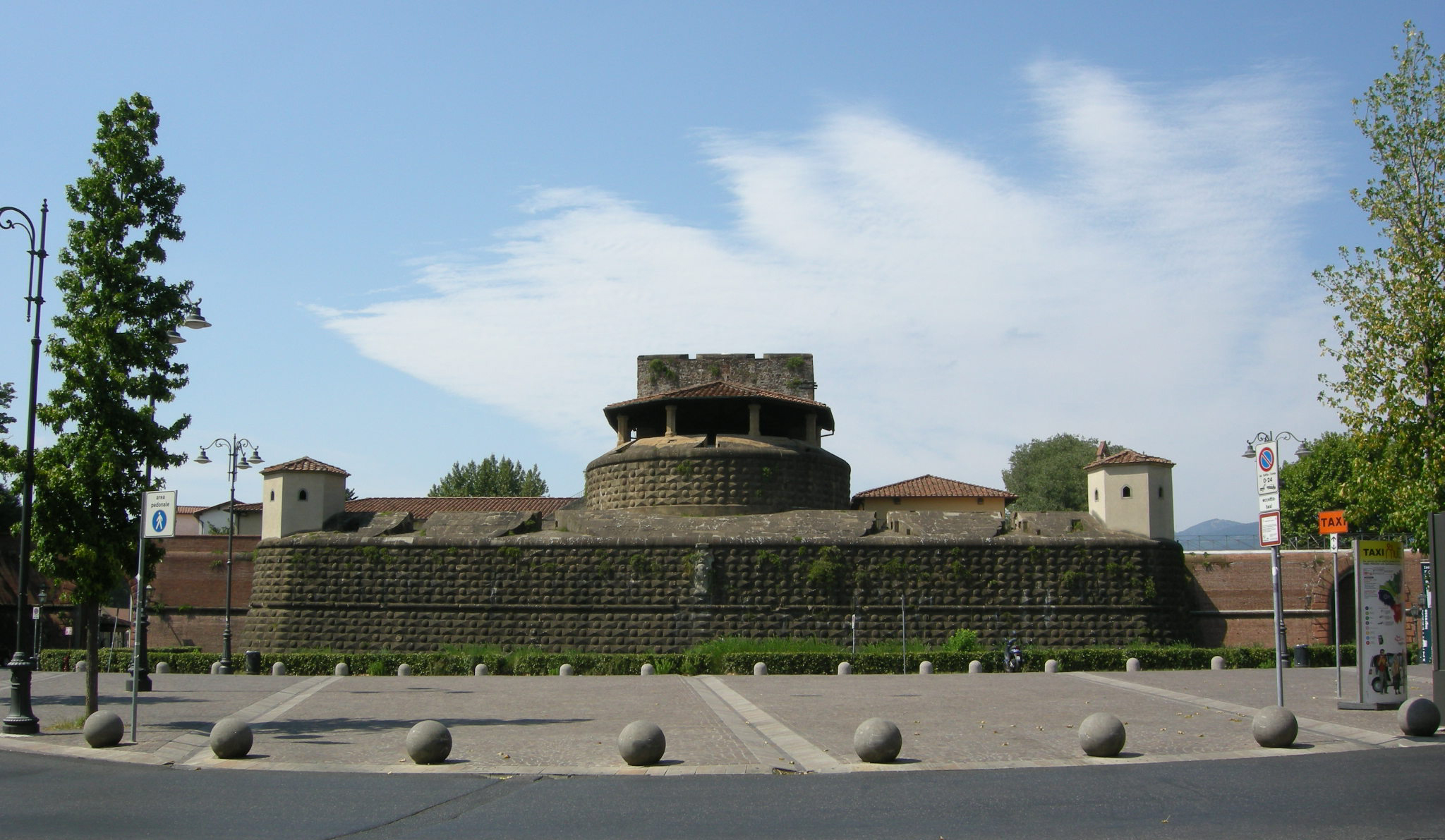
La Fortezza da Basso a Firenze (1534)
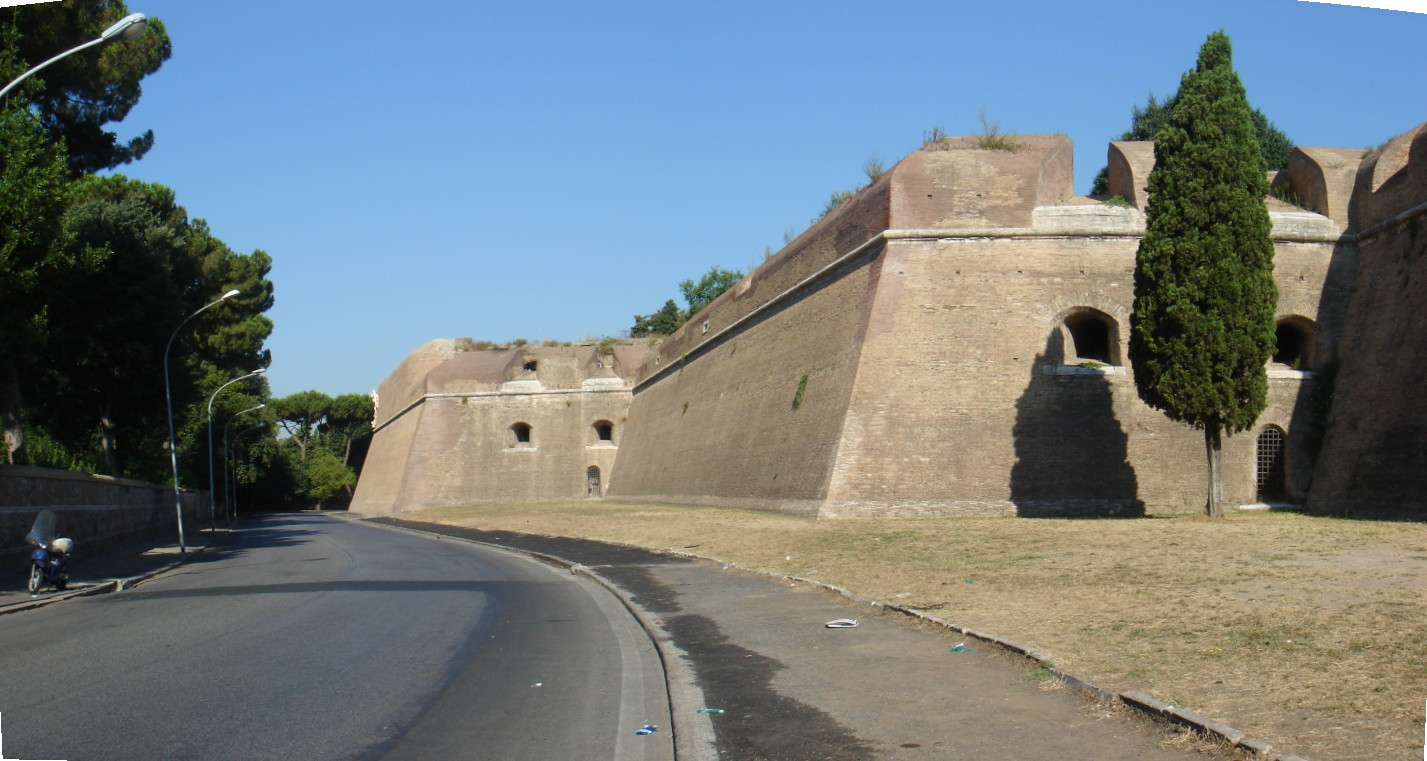
Il Bastione Ardeatino a Roma (1537)
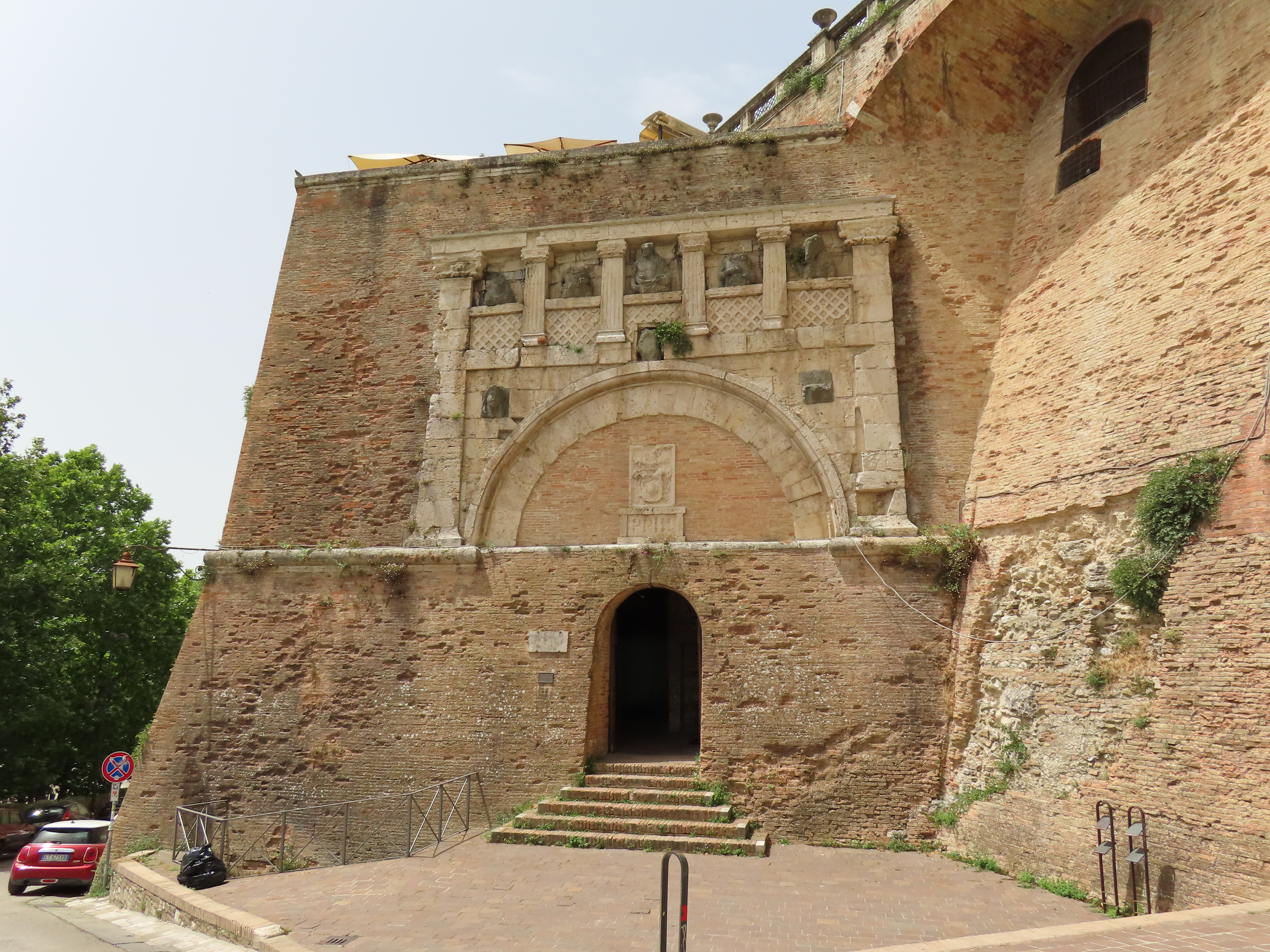
La Rocca Paolina a Perugia (1540)

### Le ultime opere

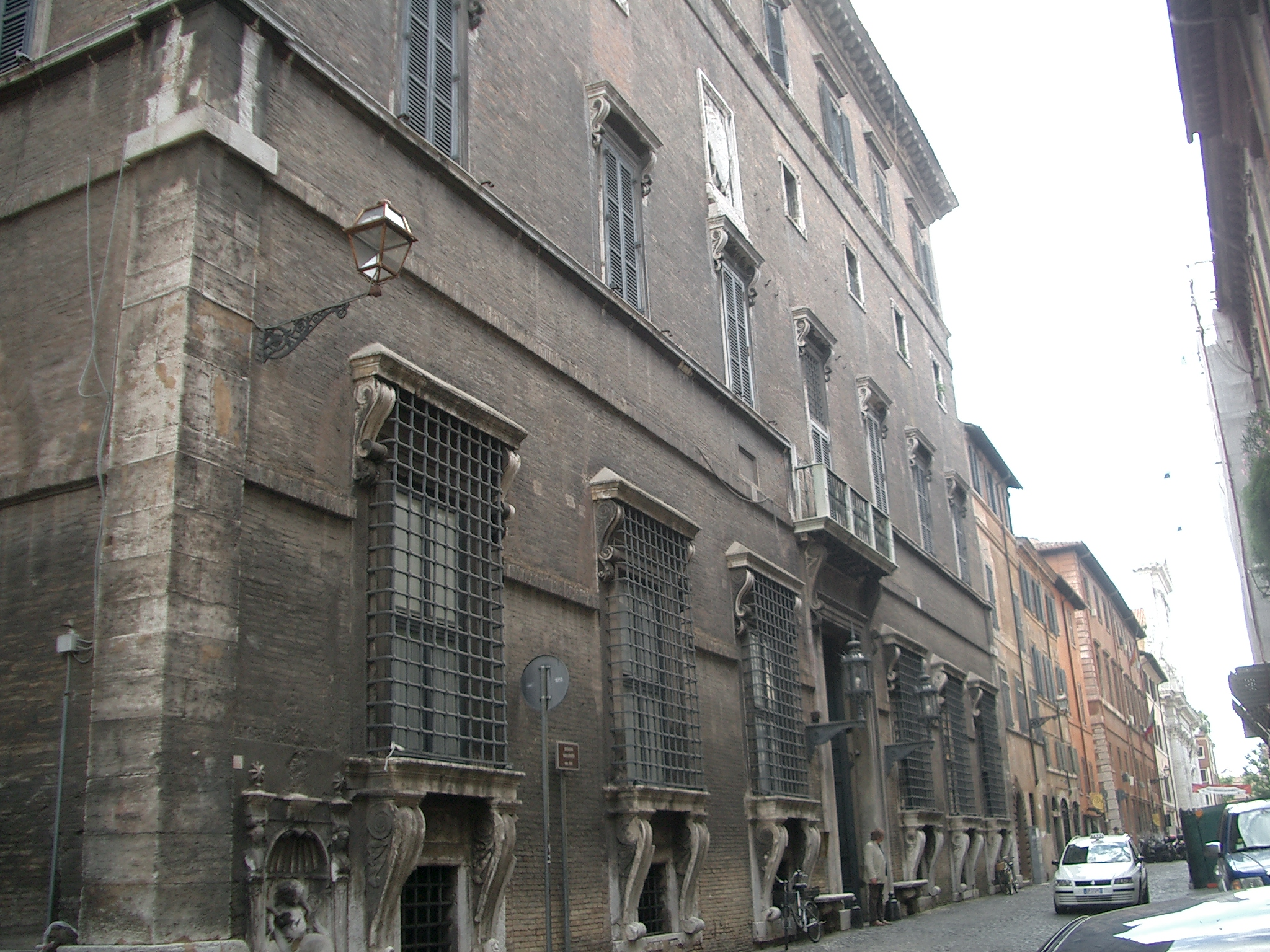
Palazzo Sacchetti, Roma 1546

Tra le ultime opere va annoverano il palazzo in via Giulia che l'architetto costruì per sé stesso, oggi noto come Palazzo Sacchetti, molto alterato, tuttavia, in epoche successive, particolarmente severo nell'immagine esteriore. All'edificio l'architetto, dedicò gli ultimi anni della sua vita, volendo farne il "palazzo perfetto".
Antonio inoltre edificò la Cappella Paolina, la Sala Regia dei Palazzi Vaticani ed altre costruzioni in Vaticano, proseguendo a partire dal 1541, anche i lavori al cortile del Belvedere. Antonio inoltre costruì il pozzo di San Patrizio a Orvieto, molto profondo ed ingegnosamente scavato nella roccia, con una doppia scala a spirale, come il Pozzo del Saladino nella cittadella de Il Cairo.

### Opere principali

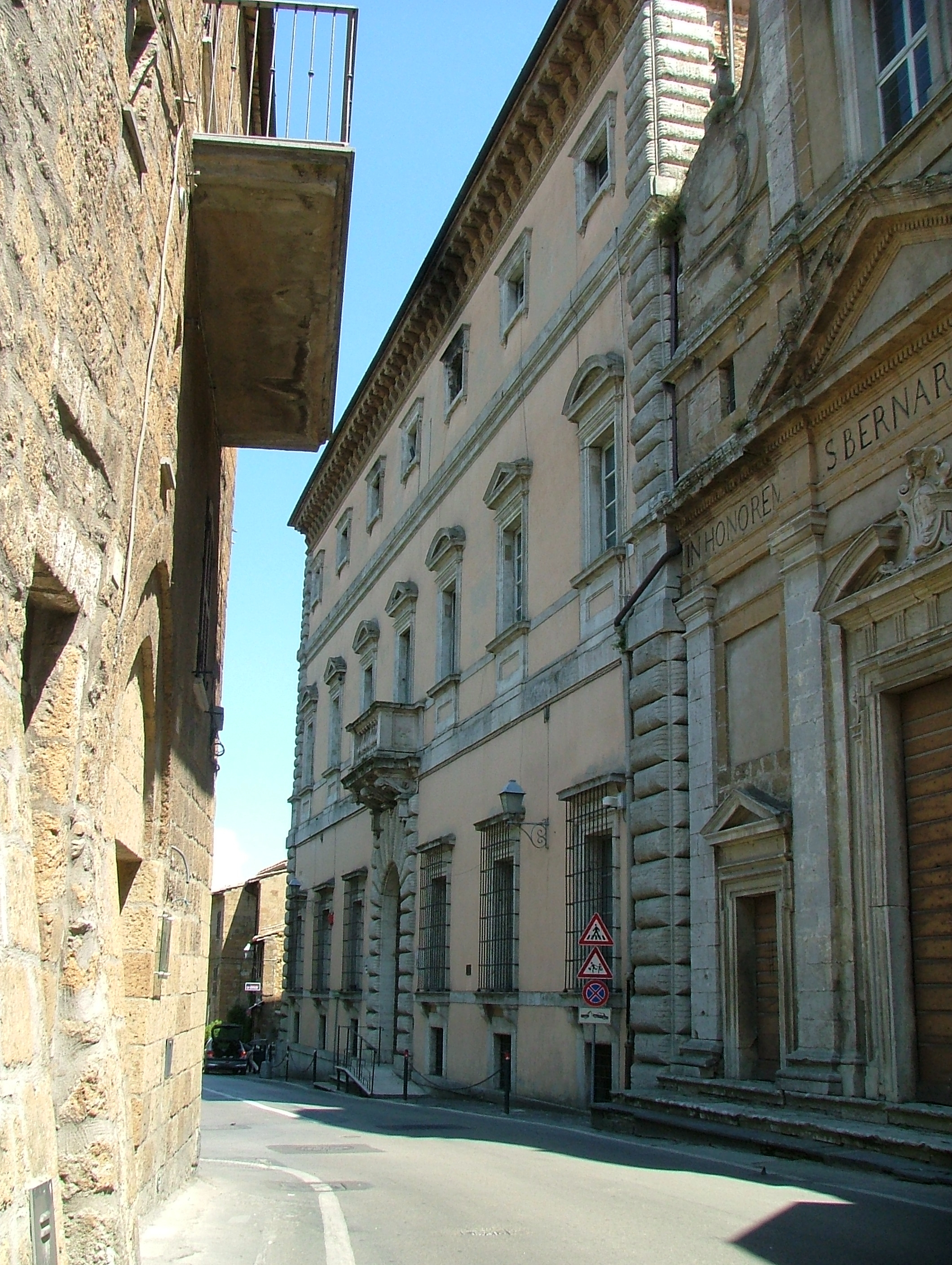
Palazzo Crispo-Marsciano in Orvieto

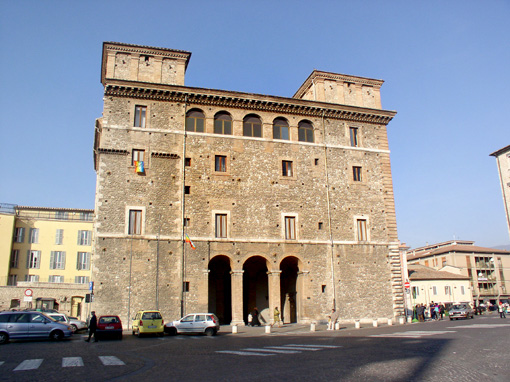
Palazzo della famiglia Spada, Terni

Le opere sono riportate in ordine cronologico.
- Chiesa di Santa Maria di Loreto a Roma (1507)
- Forte Michelangelo a Civitavecchia (1508)
- Palazzo Farnese a Roma (1512): Il palazzo fu compiuto, dopo la sua morte, da Michelangelo Buonarroti.
- Palazzo Spada a Terni
- Palazzo Baldassini a Roma (1510-1515)
- Mura di Civitavecchia (dal 1515)
- Rocca di Caprarola (1515), poi trasformata dal Vignola in palazzo Farnese
- Rocca dei Borgia a Viano (odierna Vejano) (1518)
- Chiesa di Santa Maria in Monserrato degli Spagnoli a Roma (dal 1518)
- Mura bastionate a merli curvi binati di Loreto (1518-1522)
- Palazzo del Banco di Santo Spirito (circa 1520)
- Palazzo Farrattini ad Amelia (1520-1525)
- Palazzo del Governatore di Borgo a Roma (1526)
- Pozzo di San Patrizio ad Orvieto (1527-1537)
- Cittadella di Ancona (1532)
- Fortezza da Basso a Firenze (1534)
- Chiesa di Santo Spirito in Sassia a Roma (1538-1545)
- Forte Malatesta ad Ascoli Piceno, (1540-1543)
- Rocca Paolina di Perugia (1540)
- Cappella Paolina in Vaticano (1534-1540)
- Palazzo Sacchetti a Roma (dal 1542)

### Altre opere
- Scavo della cava Paolina in località Marmore sul fiume Velino, poco fuori della città di Terni. Opera di ingegneria idraulica iniziata nel 1545 e completata nel 1547 dopo la morte di Sangallo
- Palazzo Farnese comunemente chiamata Rocca ad Ischia di Castro in provincia di Viterbo
- Villa Madama a Roma di cui diresse i lavori iniziati nel 1518 su progetto di Raffaello
- Palazzo Farnese a Gradoli in provincia di Viterbo
- Chiesa di Santa Maria Portae Paradisi (Roma)
- Chiesa di Sant'Egidio (Cellere - VT)
- Castello di Montalera (1534) (Panicale - PG).
- Fortezza di Braccio Baglioni costruita su richiesta del Papa Paolo III.
- Palazzo Crispo Marsciano (Orvieto - TR)
- Palazzo Azzolino - prima Rosati (Fermo)
- Palazzo Vitali Rosati (Fermo)
- Palazzo Coperchio[6], parte della cintura muraria dell'incastellamento medioevale (Collevecchio)
- Palazzo Cervini (Montepulciano - SI)
- Palazzo Colonna a Marino (1532 circa)